# Orangutan
Orangutan (Pongo) je rod hominida žijící na ostrovech Borneo a Sumatra. Vytvořil zde tři druhy: orangutana sumaterského (Pongo abelii), orangutana tapanulijského (Pongo tapanuliensis) a orangutana bornejského (Pongo pygmaeus), u něhož byly navíc zjištěny tři poddruhy. Samice orangutanů obvykle měří na výšku okolo 115 cm a váží v průměru 37 kg. Samci dosahují velikosti asi 136 cm a hmotnosti 75 kg. Tělo pokrývá dlouhá červenohnědá srst (u orangutana sumaterského je řidší), kůže má šedočerné zbarvení. Orangutan má výrazný obličej, který z velké části nepokrývá srst, ale samcům se na něm může vyvinout knír.
Orangutani žijí více samotářský život než ostatní velcí lidoopi. Většina sociálních vazeb je mezi samicemi a jejich potomky, dospělí samci jsou solitéry. Den tráví získáváním potravy (65 až 90 % stravy tvoří ovoce), odpočinkem a přemisťováním se na jiná území. Den začínají krmením po dobu dvou až tří hodin, během poledne odpočívají, v pozdních odpoledních hodinách se přesouvají na jiná stanoviště. Večer si začnou připravovat hnízda na noc.
Samice nejčastěji rodí jedno mládě, někdy i dvojčata; za život odchová maximálně čtyři potomky. Samci se do výchovy mláděte téměř nezapojují a většinu péče a socializaci provádí samice, která jej často vychovává se starším potomkem. První dva roky jsou mláďata na matce plně závislá, ta je s sebou nosí, krmí a spí s nimi v jednom hnízdě, přičemž první čtyři měsíce se mládě jen drží matčina břicha. Odstavena jsou ve čtyřech letech. V divočině i v zajetí se orangutani mohou dožít více než 30 let.
Mezinárodní svaz ochrany přírody považuje všechny tři druhy za kriticky ohrožené. Nebezpečí představuje ztráta přirozeného prostředí a také lov. Lidoop má své místo i v kultuře. Například některé lidové příběhy pojednávají o orangutanech, kteří s lidmi kopulují a unáší je; známy jsou i příběhy, ve kterých jsou muži svedeni samicemi orangutanů. Podle lidí žijících v centrálním Borneu přináší smůlu podívat se orangutanovi do obličeje tváří v tvář.

## Etymologie
Jméno orangutan, také orang-utan, orang utan, orangutang či ourang-outang je složené z malajských a indonéských slov orang (člověk) a hutan (les), tedy lesní muž. Slovo pochází pravděpodobně z banjarštiny. Obyvatelé ostrova Jáva jej (možná) používali jako označení pro některé kmeny domorodců, teprve Evropané pak použili termín jako označení pro nehumánního primáta. Jméno orangutan bylo poprvé zaznamenáno v práci Historiae Naturalis et Medicae Indiae orientalis od nizozemského lékaře Jacoba Bontia z roku 1631, v 17. století se objevilo v německých publikacích. V angličtině bylo roku 1691 potvrzeno slovo orang-outang, toto hláskování s koncovkou -ng je nicméně v současnosti považováno za nesprávné. Hláskování „orangutan“ v moderní malajštině a indonéštině bylo pravděpodobně přejato z angličtiny nebo nizozemštiny v průběhu 20. století, což také vysvětluje, proč ve slově chybí písmeno h na začátku slova hutan.
Rodové jméno Pongo pochází ze 16. století od Andrewa Battela, anglického námořníka, který se v portugalském zajetí dostal do Angoly a popsal dvě antropoidní „obludy“, pojmenované Pongo a Engeco, zřejmě gorily (v 18. století ale jméno pongo a orangutan přírodovědci obecně používali pro velké lidoopy). Pongo jako rodové jméno lidoopa orangutana užil poprvé Bernard Germain de Lacépède v roce 1799.

## Taxonomie

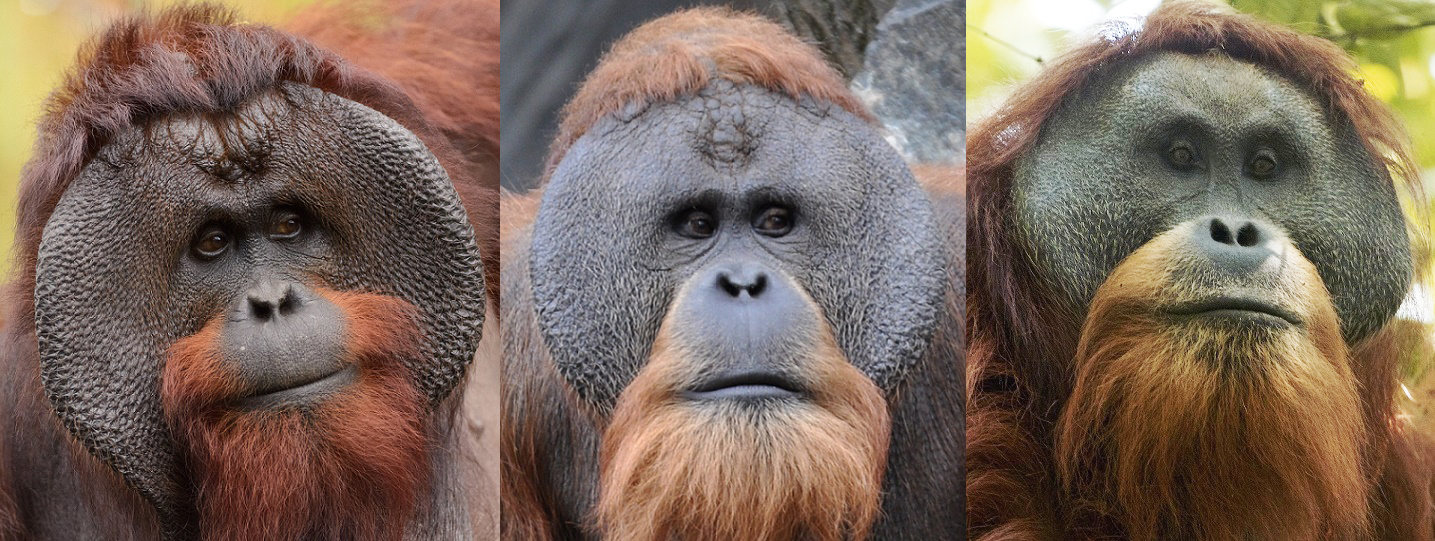
Tváře samců (zleva) orangutana bornejského, sumaterského a tapanulijského

K roku 2022 jsou známy celkem tři druhy recentních orangutanů: bornejský (P. pygmaeus), sumaterský (P. abelii) a nejnověji popsaný tapanulijský (P. tapanuliensis).
Orangutana poprvé vědecky popsal Carl Linné jako Homo Sylvestris ve svém díle Systema naturae (1758). Jeho student Christian Emmanuel Hopp druh roku 1760 přejmenoval na Simia pygmaeus a teprve Lacépède v roce 1799 užil současné rodové jméno Pongo. Roku 1827 popsal francouzský přírodovědec René Lesson sumaterské populace jako samostatný druh P. abelii. Druhový status byl potvrzen na základě molekulárních studií publikovaných roku 1996. U orangutana bornejského jsou navíc rozlišovány poddruhy Pongo pygmaeus pygmaeus (severozápadní populace), Pongo pygmaeus morio (východní populace) a Pongo pygmaeus wurmbii (jihozápadní populace). Poslední poddruh se zdá být příbuznější orangutanovi sumaterskému více než prvé dva. Mimoto existují fosilie z Vietnamu popisované jako Pongo hooijeri. Není jasné, jestli se jedná o poddruh jednoho z orangutanů, nebo o samostatný druh.
Na základě analýzy genomu z roku 2011 bylo zjištěno, že genetická diverzita je nižší u orangutana bornejského, přestože jeho populace převyšuje sumaterské orangutany šestkrát až sedmkrát. Genetickou výbavu tvoří diploidní karyotyp 2n = 48 chromozomů. Druhy se navzájem mohou křížit, následní hybridi zůstávají plodní.
Podle molekulárních důkazů se v rámci hominoidů vydělili giboni během spodního miocénu před 24,1 až 19,7 miliony lety a orangutani se oddělili od linie afrických lidoopů před asi 19,3 až 15,7 miliony lety. Na základě studie mitochondriální DNA a lokusů pohlavních chromozomů se orangutan sumaterský a orangutan bornejský vydělili před asi 4,9 až 2,9 miliony lety. Naproti tomu studie genomu z roku 2011 naznačuje, že se tyto dva druhy rozdělily přibližně před 400 000 lety, tedy později, než se předpokládalo. Rovněž bylo zjištěno, že orangutaní genom se vyvíjel mnohem pomaleji než genom šimpanze a člověka.

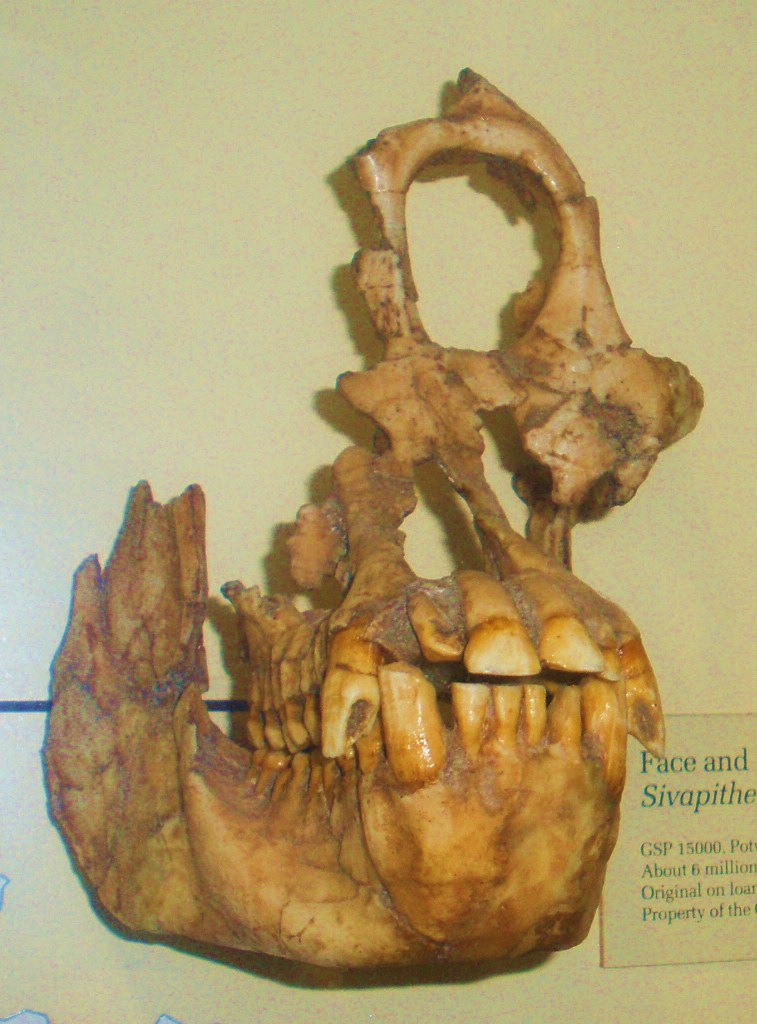
Lebka sivapitéka

V roce 2017 byla populace orangutanů žijících v horských oblastech Sumatry na jih od jezera Toba (tedy jižněji, než je areál výskytu orangutana sumaterského), čítající asi 800 jedinců, identifikována jako odlišný druh, orangutan tapanulijský (Pongo tapanuliensis). Podle genomové analýzy se jeho linie oddělila už asi před 3,38 milionu let; zbývající dva druhy jsou si vzájemně příbuznější. Orangutani v průběhu historie kolonizovali Borneo ze Sumatry, protože Sundské ostrovy byly během posledních ledových dob, kdy byla hladina moře mnohem nižší než dnes, spojeny pevninskými mosty. Toto historické území nese jméno Sundaland. Předpokládá se, že současný areál tapanulijských orangutanů se nachází blízko lokality, do níž se předkové dnešních orangutanů dostali z pevninské Asie.
Tři druhy orangutanů jsou jediné žijící druhy podčeledi orangutani (Ponginae). Do této podčeledi patřily i vyhynulé rody Lufengpithecus, žijící v Číně a Thajsku před 2–8 miliony lety, a Sivapithecus, obývající Indii a Pákistán před 8,5–12,5 miliony lety; tito hominidé pravděpodobně žili v chladnějších a sušších oblastech než dnešní orangutani. Podčeleď se oddělila od afrických lidoopů před 15,7 až 19,3 miliony lety. Blízkým příbuzným orangutanů byl pravděpodobně Khoratpithecus piriyai obývající Thajsko před 5 až 7 miliony lety, jako sesterský klad však byl v r. 2019 genetickou analýzou, založenou na molekulárních sekvencích zachovalých proteinů, potvrzen Gigantopithecus, jehož linie se oddělila před 10 až 12 miliony let.

## Popis

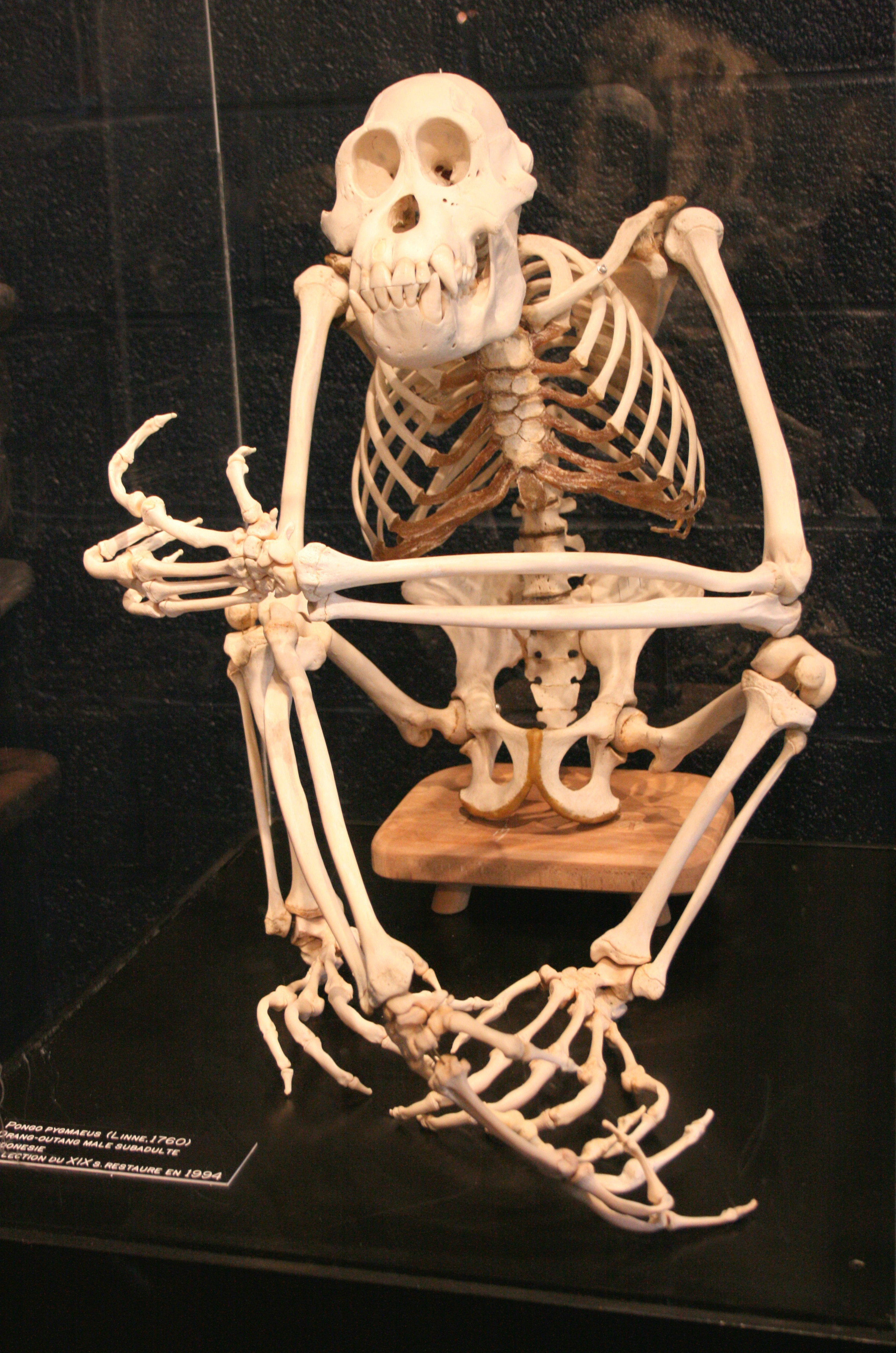
Kostra orangutana

Orangutan je lidoop s černou kůží a dlouhou srstí načervenalého zbarvení. Nemá ocas. Horní končetiny dosahují dvojnásobné délky trupu, dolní jsou krátké a dosahují jen o trochu větší délky, než činí polovina končetin horních. Obličej není obvykle pokryt srstí, může se však objevit knír. Nos i uši jsou malé. Lebka je vysoká, s redukovanými nosními kostmi a krátkou dolní čelistí. Typickým znakem jsou velké vnitřní řezáky. Objem mozkovny činí průměrně 424 cm3 u samců a 366 cm3 u samic. Krční páteř je tvořena sedmi obratli, hrudních obratlů je dvanáct, bederní čtyři, křížové čtyři až pět a kostrční dva až tři.
U orangutanů je vyvinut výrazný pohlavní dimorfismus. Dospělí samci mají na tvářích velké lícní valy, kterými imponují jiným samcům. Jsou tvořeny převážně tukovou tkání a podporují svalstvo obličeje. Samci vlastní rovněž hrdelní vak, který jim umožňuje vydávat hlasité volání. Orangutan je největším savcem žijícím na stromech. Samice orangutanů obvykle měří na výšku okolo 115 cm a váží asi 37 kg (zhruba mezi 30 a 50 kg), samci dosahují velikosti asi 136 cm a hmotnosti přibližně 75 kg (zhruba mezi 50 a 90 kg). Rozpětí paží dosahuje délky až dvou metrů. Jednotlivé druhy se od sebe svým vzhledem mírně odlišují. Orangutan sumaterský má například světlejší, delší a více zvlněnou srst než orangutan bornejský, v případě samců pak menší hrdelní vak. Orangutan tapanulijský se od ostatních dvou druhů odlišuje zbarvením a délkou srsti, kromě toho má menší lebku a odlišnou stavbu chrupu.
Ruka orangutana je podobná ruce lidské; je vybavena čtyřmi prsty a protistojným palcem. Postavení kloubů a šlach však vykazuje adaptace významné pro pohyb v korunách stromů. Prsty jsou v klidu zakřivené do tvaru háku, což usnadňuje uchopení větve. Orangutani se navíc dokáží pevně chytit objektů i bez použití palců. Orangutani používají k úchopu nejen ruce, ale i nohy, které jsou rovněž opatřeny čtyřmi prsty a protistojným palcem. Kyčelní klouby mají stejnou flexibilitu jako klouby ramenní. Orangutani při chůzi našlapují na hřbetní stranu proximálních prstových článků, na rozdíl například od šimpanzů, kteří našlapují na mediální články prstů.

## Biologie

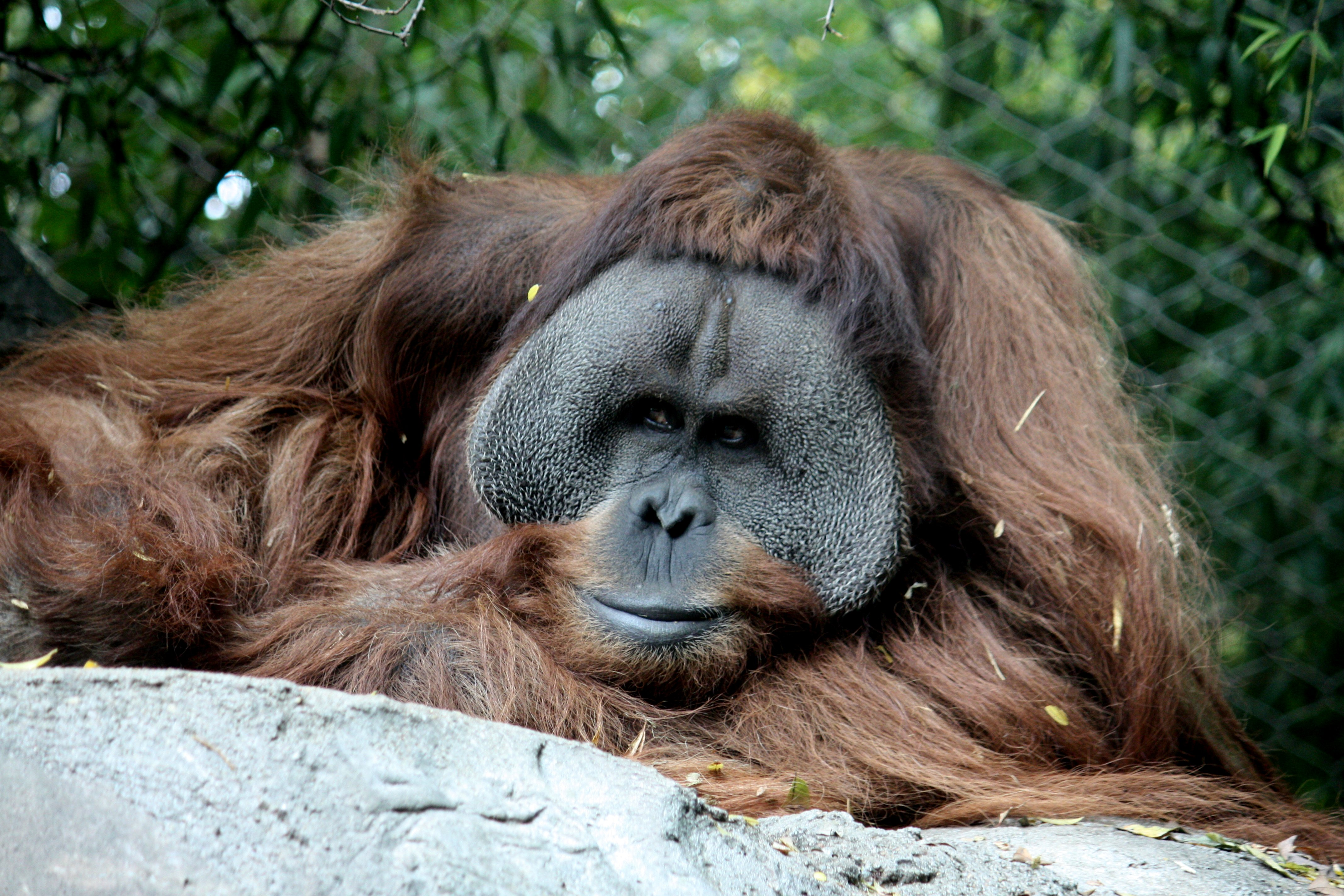
Samec orangutana s typickými lícními valy

Orangutani obývají Borneo a severozápadní Sumatru, jsou to tedy jediní lidoopi žijící mimo Afriku. V minulosti bylo jejich rozšíření větší a vyskytovali se například i v Indii, Číně, Vietnamu, na Malajském poloostrově či ostrově Jáva. Přežívali zde ještě na konci pleistocénu, možná i na začátku holocénu. Koncem pleistocénu se areál orangutanů výrazně zmenšil nejspíše v důsledku ústupu lesních porostů během posledního glaciálního maxima, i když v Kambodži a Vietnamu mohli orangutani přežívat právě až do holocénu. Orangutani žijí v primárních i sekundárních lesích. Lze je nalézt v horských i nížinných lesích, tvořených nejčastěji porosty dvojkřídláčovitých, ale i v lužních lesích v bažinatých oblastech. Žít mohou ale i na zahradách, obdělávaných polích či v blízkosti mělkých jezer. Většinou obývají oblasti 10–15 km od vodního zdroje. Téměř veškerý čas tráví v korunách stromů.
Orangutani sumaterští žijí až do nadmořské výšky 1500 m n. m., orangutani bornejští do nadmořské výšky nepřesahující 1000 m n. m.
Orangutani většinu dne tráví získáváním potravy, odpočinkem a přemisťováním se na jiná území. Den začínají krmením po dobu dvou až tří hodin. Během poledne odpočívají, v pozdních odpoledních hodinách cestují. Během večera si každodenně staví hnízda na noc. Jedná se o specializované konstrukce, přičemž hnízda na noc se odlišují od hnízd sloužících k dennímu odpočinku. Před postavením hnízda si orangutani vyberou vhodný strom. Základ hnízda je vytvořen spojením větví. Doplněním menších olistěných větví sloužících jako matrace dojde k dokončení hnízda; někdy jej však primáti mohou ještě doplnit o „polštáře” či střechu, či dokonce vytvořit hnízda patrová. Techniku vytváření hnízda se orangutani učí od svých matek. Mláďata začínají s prvními pokusy o stavbu hnízda již v šesti měsících a zhruba ve třech letech by již měla mít postup plně osvojený.

### Hierarchie

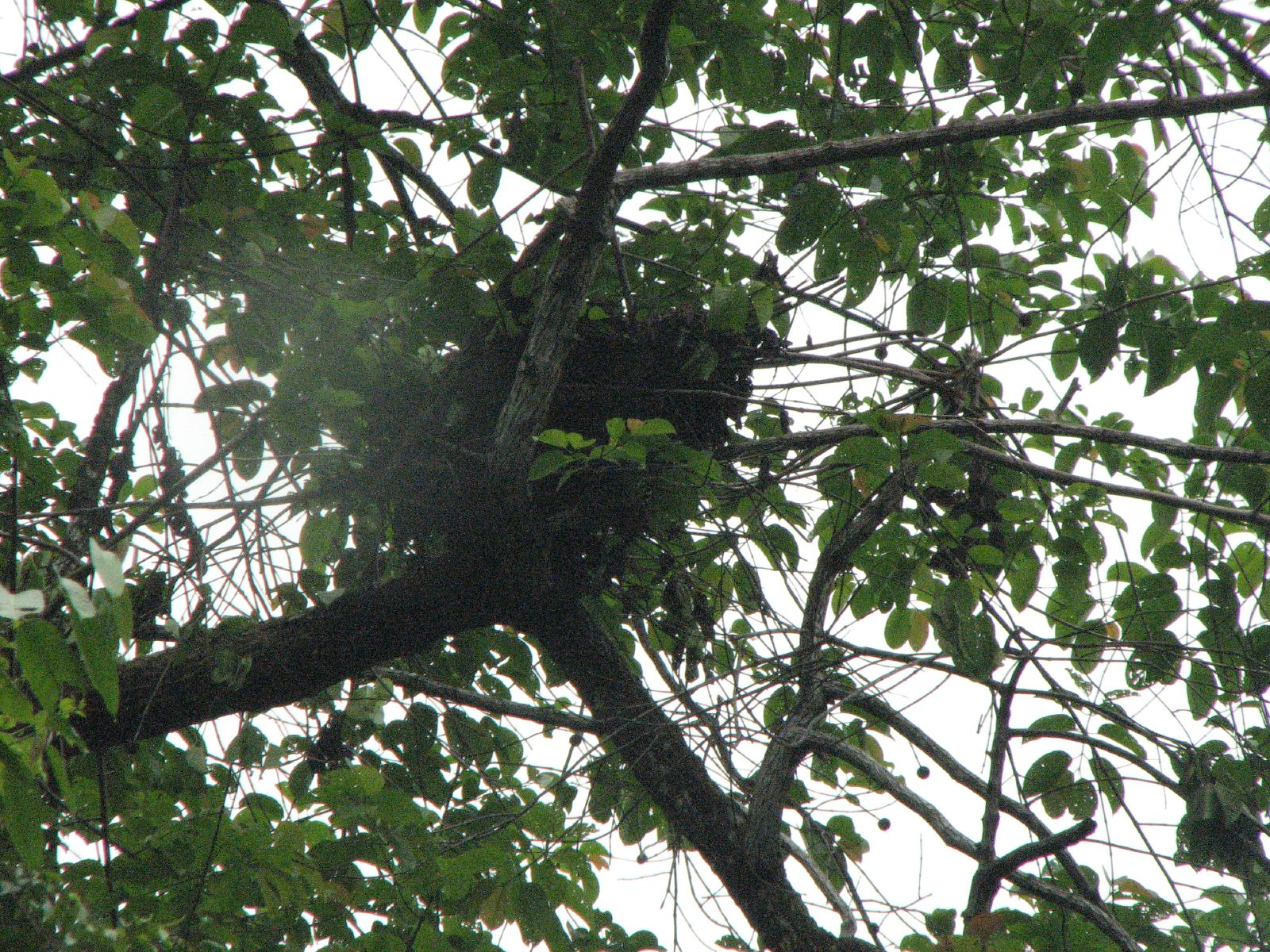
Hnízdo orangutana

Orangutani žijí více samotářský život než ostatní velcí lidoopi. Většina sociálních vazeb je mezi samicemi a jejich potomky, dospělí samci jsou solitéry. Orangutani mohou trvale obývat jedno území (rezidentní), přičemž samice s potomky obývá jedno teritorium, které se překrývá s územími dalších samic. Několik území samic pak leží v jednom území samce, který se s nimi páří. Území těchto samců se mohou překrývat, v tomto případě se k sobě mohou chovat nepřátelsky. Dospělí samci dominují nedospělým. Další orangutani se pak volně pohybují bez teritoria, přičemž cestují obvykle sami, nedospělí samci tvoří malé skupinky.
Po opuštění matky se samice většinou usadí v území, které se překrývá s teritoriem matky, nemají s ní však zvláštní vztahy. Samci se od matky rozptylují dále a snaží se nabýt vlastní území vyhnáním nějakého dominantního samce z jeho teritoria.
Orangutani se mohou shlukovat na velkých stromech s množstvím plodů. Lidoopi zde nemusí soupeřit o potravu, a mohou se tedy věnovat sociálním interakcím. Objevují se také putovní skupinky přesunující se mezi jednotlivými zdroji potravy. Ty jsou obvykle složeny z několika členů, často může jít o samice se samcem žijící v partnerském svazku.
Orangutani mezi sebou komunikují pomocí různých zvuků, celkem jich bylo zjištěno nejméně třicet dva. Samci vydávají dlouhá volání, kterými lákají samice a imponují dalším samcům. Ta se dělí na tři části: začínají bručením, vrcholí pulzováním a končí bubláním. Jedinci obou pohlaví se budou snažit zastrašovat případného soka nízkými hrdelními zvuky. V případě neklidu orangutani nasávají vzduch přes sevřené rty, což produkuje zvuk připomínající polibek. Matky vydávají hrdelní skřeky, aby udržely kontakt se svými potomky. Mláďata v případě rozrušení vydávají měkké zvonivé zvuky.

### Potrava

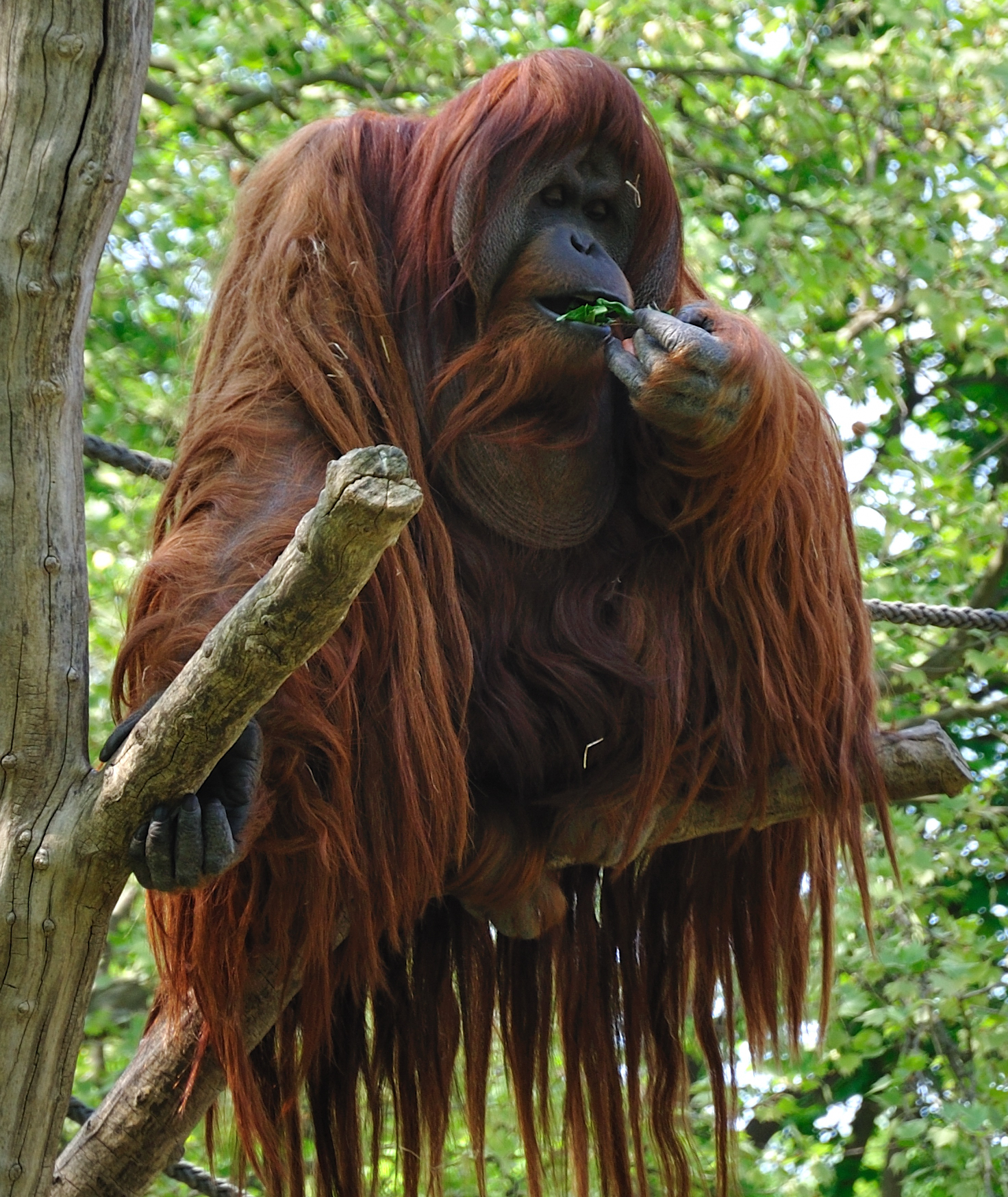
Krmící se orangutan

Jídelníček orangutana se liší mezi jednotlivými měsíci. Ovoce tvoří 65 až 90 % potravy, orangutani běžně konzumují například fíky. V nížinných oblastech preferují lesy složené ze stromů patřících do čeledi dvojkřídláčovitých (Dipterocarpaceae), jež poskytují velké množství plodů. U orangutana bornejského bylo zjištěno, že konzumuje minimálně 317 různých druhů potravy včetně mladých listů, hmyzu, medu či ptačích holátek. Během období zralosti velkých plodů orangutani získávají z potravy až 11 000 kalorií za den a v tuto dobu samice také rodí. V případě konzumace masa je zdokumentováno chování samic orangutana sumaterského, které opakovaně lovily a konzumovaly noční poloopice – outloně váhavého. Připisuje se sezónnímu nedostatku chybějících živin.
Orangutani jsou považováni za jediného rozptylovače semen některých druhů rostlin včetně jedovaté rostliny Strychnos ignatii, produkující strychnin. Tento alkaloid nemá mimo nadměrné tvorby slin na tyto lidoopy vliv.
U orangutanů byla zjištěna také takzvaná geofagie, konzumace půdy nebo hornin. Pro toto chování existují tři důvody: doplnění minerálních látek, zkonzumovaný jíl absorbuje některé toxické látky a pomáhá léčit střevní poruchy, jako je průjem.

### Rozmnožování a vývoj

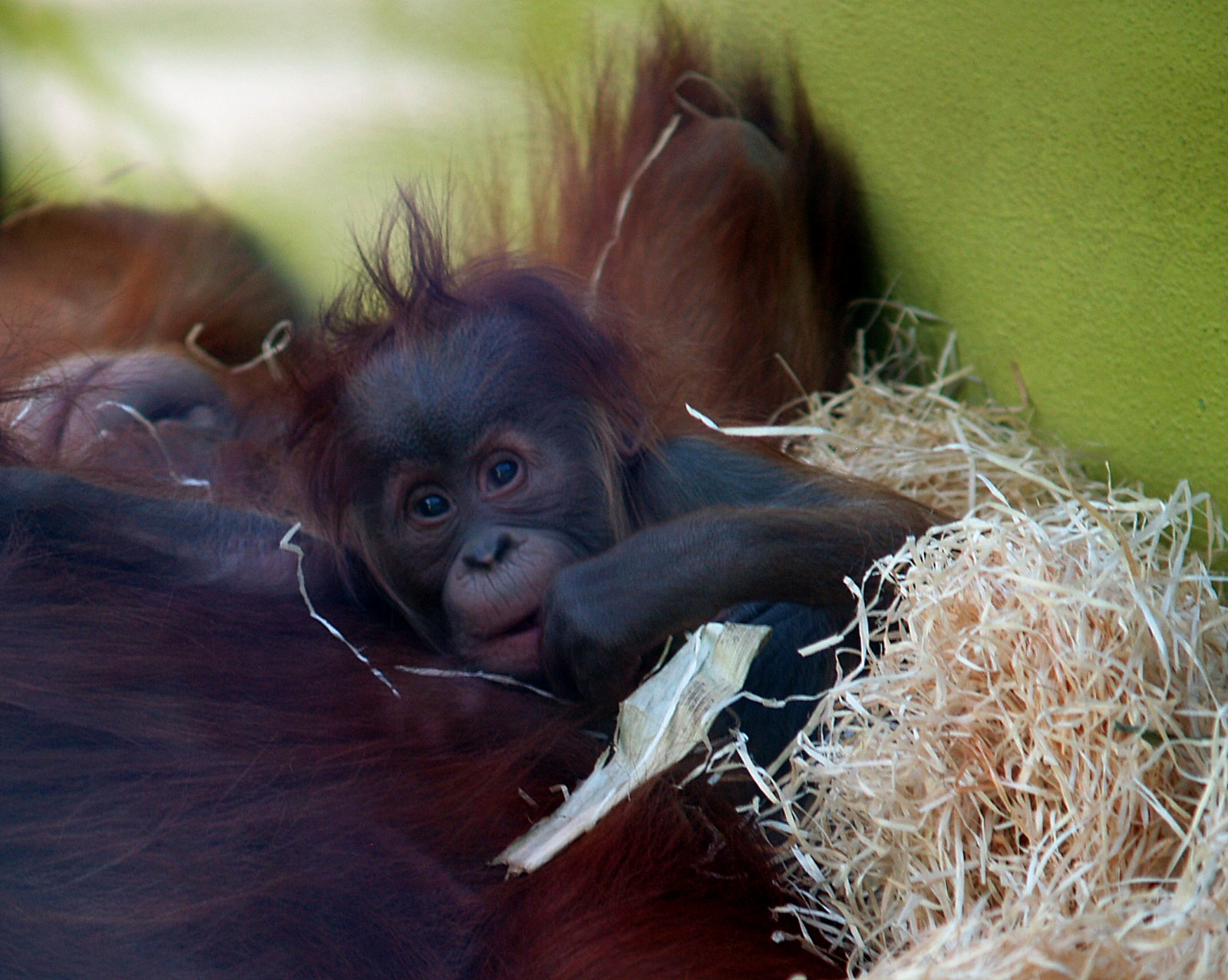
Mládě orangutana

Samci orangutanů dospívají zhruba ve věku mezi osmi až patnácti lety. V tuto dobu jim plně sestupují varlata a jsou schopni se pářit. Hrdelní vak, lícní valy, dlouhá srst a schopnost hlasitého volání (sekundární pohlavní znaky) se plně vyvinou mezi 15. až 20. rokem života. Vývoj těchto charakteristik závisí ve značné míře na nepřítomnosti rezidentního samce; jeho volání vývin těchto znaků potlačuje.
Samci bez výše zmíněných charakteristik a s těmito charakteristikami mají odlišnou strategii páření. Plně vyvinutí samci lákají samice charakteristickým dlouhým voláním. Nevyvinutí samci většinou samice aktivně vyhledávají a poté je nutí k reprodukci. Obě tyto pářící strategie jsou úspěšné, samice ale preferují plně vyvinuté samce, kteří je také chrání před útoky nevyvinutých samců.
U samic orangutanů nastává první ovulace mezi 5,8 až 11,1 lety života, přičemž dříve proběhne u těch s větším množstvím tělesného tuku. Podobně jako u všech velkých lidoopů jsou během dospívání samice 1 až 4 roky neplodné. Menstruační cyklus trvá 22 až 30 dní. První potomky samice rodí ve věku 14 až 15 let, březost trvá 233 až 265 dní. Mezi narozeními mláďat jsou u samic v průměru osmileté intervaly; to je nejvíce mezi všemi lidoopy. U orangutanů se, na rozdíl od jiných primátů, neobjevuje infanticida, zřejmě také proto, že samice nezačne po smrti mláděte okamžitě ovulovat.
Samice nejčastěji rodí jedno mládě, někdy i dvojčata, přičemž jedno váží 1420 až 2040 g. Za život odchová maximálně čtyři potomky. Samec se do výchovy mláďat téměř nezapojuje. Většinu péče a socializaci provádí samice, mláďata jsou někdy socializována s pomocí staršího potomka. První dva roky jsou mláďata na matce plně závislá, ta je s sebou nosí, krmí a spí s nimi v jednom hnízdě, přičemž první čtyři měsíce se mládě jen drží matčina břicha. V dalších letech mláďata s matkou již netráví tolik času.
Asi ve dvou letech se orangutanům zlepšují lezecké dovednosti a putují společně s dalšími jedinci svého druhu držící se za ruce po vrcholcích stromů. Mezi 2 až 5 lety začnou dočasně opouštět svou matku, asi ve čtyřech letech jsou odstavena. Orangutani se mohou dožít více než 30 let; v divočině se jejich věk může vyšplhat až na 45 let a v zajetí na 59 let.

### Inteligence

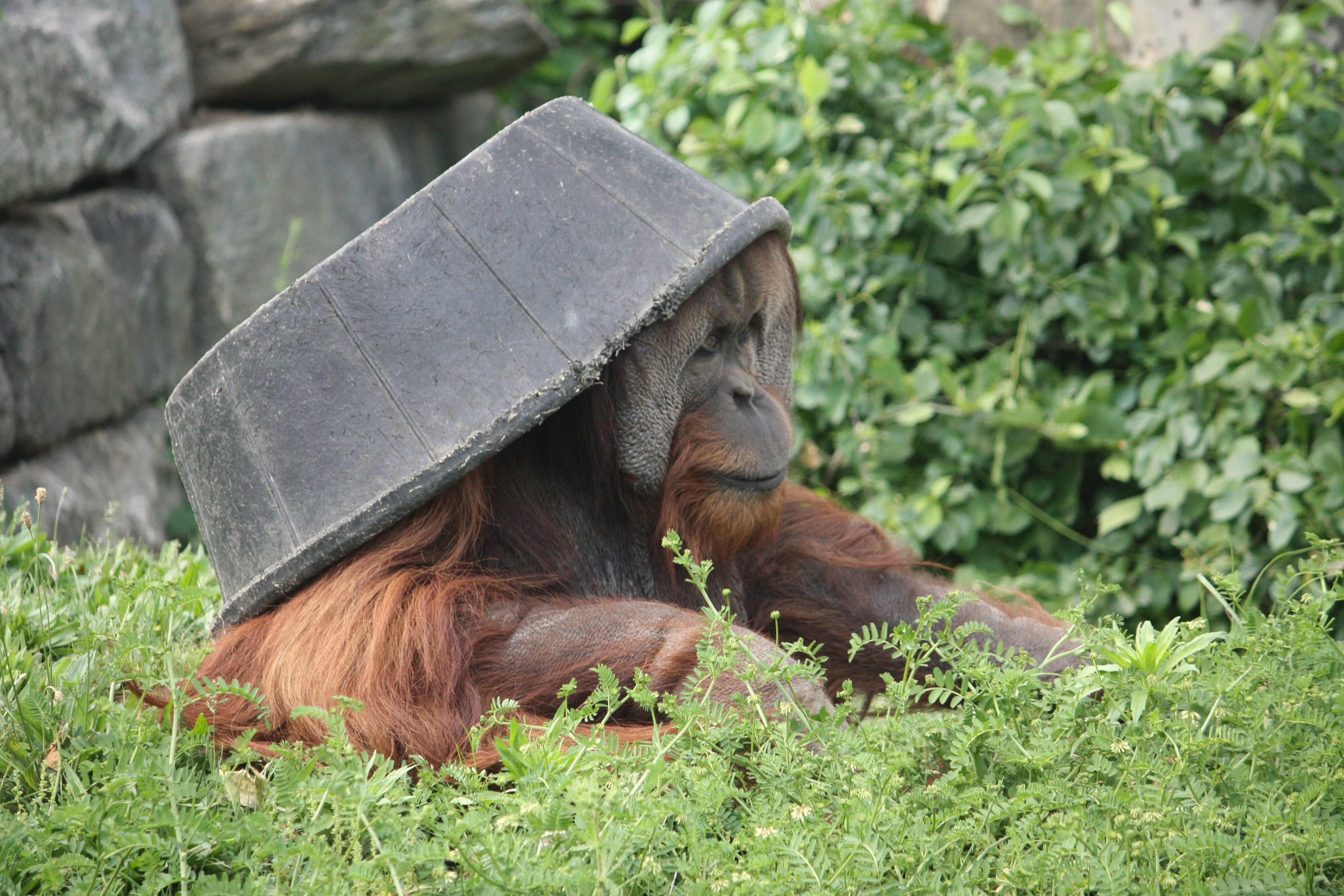
Orangutani žijící v zajetí kreativně využívají různé objekty

Orangutani patří mezi nejinteligentnější primáty. Chápou stálost objektu (tj. že objekty existují, i když nejsou přítomny); například při studii prováděné v ZOO v Lipsku byly dvěma orangutanům poskytnuty žetony, které směli s experimentátorem směnit za potravu, ale teprve, pokud si je nejprve vyměnili navzájem. Podobná ukázka vzájemné vědomé reciprocity byla předtím známá jen u lidí.
Orangutani představují zajímavý paradox, co se užívání nástrojů týče. Zatímco v zajetí se užíváním nástrojů a manipulační dovedností vyrovnají šimpanzům, ve volné přírodě toto chování takřka není pozorováno. Důkaz o sofistikované výrobě nástrojů a jejich použití pochází z volné přírody z konce 20. století. Orangutani sumaterští z oblasti Suaq Balimbing si z větviček vytvářeli nástroje, jež využívali k získávání potravy (pro vytahování hmyzu z dutin stromů a semen z plodů). Podle potřeby si je dovedli upravit, přičemž preferovali použití úchopem do úst.
Primatolog Carel P. van Schaik a biologická antropoložka Cheryl D. Knottová zkoumali rozdíly ve využívání nástrojů v různých geograficky odlišených populacích. Orangutani sumaterští z oblasti Suaq Balimbing používali nástroje na vytahování hmyzu a semen častěji než jiné divoké populace. Pozorované rozdíly mohou být kulturního původu. Lidoopi vyskytující se v oblasti Suaq Balimbing žijí ve velkých skupinách a navzájem se tolerují, což vytváří dobré podmínky pro sociální přenos. Další důkaz, že u sociálně žijících orangutanů je častěji pozorováno kulturní chování, pochází ze studie orangutanů dříve žijících v zajetí, kteří byli vysazeni na ostrově Kaja na Borneu.
U orangutanů bornejských (poddruh P. pygmaeus wurmbii) žijících v provincii Tuanan bylo zase zjištěno používání nástrojů napomáhajících akustické komunikaci; využívají listy na zesílení svých zvuků. Orangutani jsou také dobří stavitelé hnízd, kteří si dovedou postavit hnízdo během 5 až 6 minut. Při konstrukci si vybírají větve, které udrží jejich tělesnou hmotnost.
Jedná se o jediné lidoopy, u nichž byla zaznamenána samoléčba za pomoci přírodních látek. V roce 2005 bylo při studiu orangutanů bornejských zjištěno, že někteří jedinci, zřejmě trpící chronickými bolestmi, si na své klouby mazali pastu získanou rozžvýkáním listů rostlin rodu Commelina (křížatka), které mají protizánětlivé a protibolestivé účinky, a z nich připravený balzám je užíván i místními domorodci.
Studie o schopnosti orangutanů chápat symboly byla provedena v Kalifornii mezi lety 1973 až 1975 zoologem Garym L. Shapirem, který pracoval s orangutaní samicí Aazk. Použita byla metoda psychologa Davida Premacka vyvinutá pro šimpanzí samici Sarah, kterou učil jazykovým dovednostem pomocí plastových žetonů. Shapiro ve výzkumech pokračoval u divoce žijících orangutanů (avšak pocházejících původně ze zajetí) v národním parku Tanjung Puting na ostrově Borneo mezi lety 1978–1980. Během této doby Shapiro učil orangutany znakové řeči s použitím technik, kterými se učila šimpanzice Washoe. Jedna samice chovaná Shapirem doma se naučila téměř čtyřicet znaků (pro srovnání: výše zmíněná šimpanzice Washoe jich ovládala kolem 250).

### Predátoři, parazité a nemoci
Mezi přirozené nepřátele orangutanů patří pardáli ostrovní (Neofelis diardi), dhoulové (Cuon alpinus) či krokodýli. Na Sumatře je úhlavním přirozeným nepřítelem orangutanů tygr (Panthera tigris); jeho absence na Borneu může být důvodem, proč zde orangutani žijí častěji na zemi než orangutani sumaterští. Na základě studie z roku 2007 bylo u divoce a polodivoce žijících orangutanů zjištěno z 376 vzorků výkalů celkem 13 různých parazitů, jednalo se například o trichomonády náležící k druhu Dientamoeba fragilis či měňavky Entamoeba hartmanni. Parazitární nákaze mohou dopomáhat některé vnější faktory, jako je například nedostatek výživného ovoce a další. Podle studie z roku 2017, která objevila další, doposud vědecky nepopsané druhy parazitů, jsou orangutani chovaní v zajetí pro následné vypuštění do volné přírody častěji napadáni parazity a mohou poté sloužit jako přenašeči na jedince ve volné přírodě. Vzhledem k malé populaci může mít podobná infekce velký dopad. Předpokládá se, že orangutani se mohou částečně napadení parazity bránit pojídáním rostlin, které potom působí jako přírodní antiparazitika. O chorobách, které orangutany postihují, zatím nebyly zjištěny všechny potřebné informace. Vyskytnout se mohou nemoci respiračního systému, salmonelóza, malárie či tuberkulóza.

## Vztah slidmi

### Ohrožení
Všechny tři druhy orangutanů jsou hodnoceny Mezinárodním svazem ochrany přírody jako kriticky ohrožené a také jsou zapsány na Úmluvu o mezinárodním obchodu s ohroženými druhy volně žijících živočichů a rostlin, příloha I.
Primárním nebezpečím pro orangutany je ztráta jejich přirozeného prostředí. Mezi lety 1973 až 2010 bylo na Borneu vykáceno hlavně kvůli těžbě dříví a přeměně na zemědělskou půdu 39 % lesů, na Sumatře bylo mezi lety 1985 až 2007 zničeno 60 % lesů. Až z 88 % jde o ilegální ničení, jak kvůli těžbě dřeva, tak za účelem vytváření plantáží palmy olejné. Na samotné kácení a s tím související úbytek přirozeného prostředí orangutanů se nabalují další problémy. Orangutani vycházející z lesů a pronikající na plantáže jsou vesničany zabíjeni, ať už jako zdroj masa či jako zemědělští škůdci. Vypalování lesů se často rozšíří v rozsáhlé nekontrolované požáry, při kterých opět hyne mnoho orangutanů. Ilegální kácení se nevyhýbá ani chráněným oblastem, podle správy Programu OSN pro životní prostředí (UNEP) z roku 2007 bylo ve větší či menší míře zasaženo 37 z 41 indonéských národních parků.
V roce 2007 vyhlásila indonéská vláda desetiletý plán, který měl ilegální odlesňování omezit a pokles počtů v orangutaních populacích zastavit. V praxi se však cíle nepodařilo naplnit. Od roku 2011 platí oficiální moratorium na vydávání nových těžebních koncesí, tempo odlesňování se však nedaří zpomalit. Pozitivní vliv však může mít chování velkých nadnárodních korporací, hlavních odběratelů palmového oleje, jako Procter & Gamble či McDonald's, které se v letech 2014–2015 pod tlakem světové veřejnosti zavázaly, že budou odebírat suroviny pouze od společností, které nemají nic společného s ilegálním kácením a vypalováním pralesů.
Na Sumatře i Borneu působí řada dobrovolných ochranářských organizací, jejichž vliv je ovšem omezený. Vládní ochrana se potýká s řadou problémů. Kromě nedostatku financí a lidských zdrojů hraje zásadní roli i rozsáhlá korupce na nejrůznějších úrovních státní správy. Dalším problémem je přístup prostých vesničanů, pro které je ilegální kácení pralesů často jediným zdrojem příjmů.
Orangutany ve značné míře ohrožuje i ilegální lov. Pytláci vydělávají především na prodeji mláďat zabitých orangutanů. Chov těchto lidoopů jako domácích zvířat je v jihovýchodní Asii poměrně oblíbený, mimo to se jejich kosti prodávají jako suvenýry. Prostými vesničany jsou orangutani často loveni i pro maso. Na Borneu představuje právě ilegální lov hlavní příčinu poklesu zdejší populace orangutanů – ročně je jich uloveno až několik tisíc. V menší míře probíhá ilegální lov i na Sumatře.
Mezi lety 1950–2010 se snížil počet bornejských orangutanů o 60 % a v letech 2010 až 2025 je očekáván pokles o dalších 22 %. Největší zbývající populace se vyskytuje v okolí řeky Sabangau. U populace orangutana sumaterského se očekává, že pokud se nezmění sestupný trend, mezi lety 1985–2060 poklesne o 80 %. Jen v nejsevernější provincii Aceh se od roku 1994 do roku 1999 snížil počet orangutanů z více než 5300 na 2500 jedinců.
Na světě žije podle odhadu z roku 2016 14 613 sumaterských orangutanů. Odhad na základě rozlohy obyvatelného habitatu z roku 2004 předpokládal existenci asi 55 000 bornejských orangutanů; roku 2012 však byla předpokládaná rozloha habitatu výrazně navýšena, což by znamenalo populaci o asi 104 700 jedincích. Výše zmíněný akční plán indonéské vlády z roku 2007 vyčíslil celkovou populaci na 61 234 orangutanů, z toho 54 567 na ostrově Borneo. Populace nejnověji objeveného orangutana tapanulijského je odhadována na 800 jedinců.

### Ochrana
Orangutan sumaterský je přísně chráněn indonéským zákonem 5/1990, jakož i mezinárodními právními předpisy. Hlavní areál výskytu většiny sumaterských orangutanů představuje oblast Leuser (včetně Národního parku Gunung Leuser) v Acehu. Orangutan bornejský je chráněn podle malajských a indonéských zákonů, jeho přirozené prostředí však z větší části nepodléhá zvláštní ochraně. Zachování velkých lesních oblastí se nicméně v případě všech druhů orangutanů ukazuje být klíčové. Ochraně orangutanů se věnuje několik specializovaných organizací, z nichž největší představuje Bornean Orangutan Survival Foundation, jíž založil v roce 1991 ochránce přírody Willie Smits. BOSF úzce spolupracuje s indonéským ministerstvem lesnictví i místními komunitami a pečuje o několik stovek orangutanů. Dalšími významnými organizacemi, jejichž cílem je ochrana orangutanů, jsou například australská Borneo Orangutan Survival či Sumatran Orangutan Conservation Program (SOCP), které se soustředí na ochranu bornejských, resp. sumatránských orangutanů.
V zajetí jsou orangutani chováni ve speciálních pavilonech o teplotě 23 až 26 °C a vlhkosti vzduchu 80–90 %. Trpí sklony k obezitě, proto je doporučeno krmit je pětkrát denně nekalorickou potravou. K roku 2011 bylo evidováno 987 jedinců v 217 institucích.
V českých zoologických zahradách chová orangutana například Zoologická zahrada Praha (druh sumaterský), orangutan jménem Kama se zde narodil v roce 1971 a jednalo se o první narozené mládě orangutana v české zoo. Zoologická zahrada Ústí nad Labem vlastní orangutany bornejské a jednoho křížence orangutana. Rovněž v ZOO Dvůr Králové jsou chování bornejští orangutani a k roku 2015 se zde narodilo dvanáct mláďat.

### Vkultuře

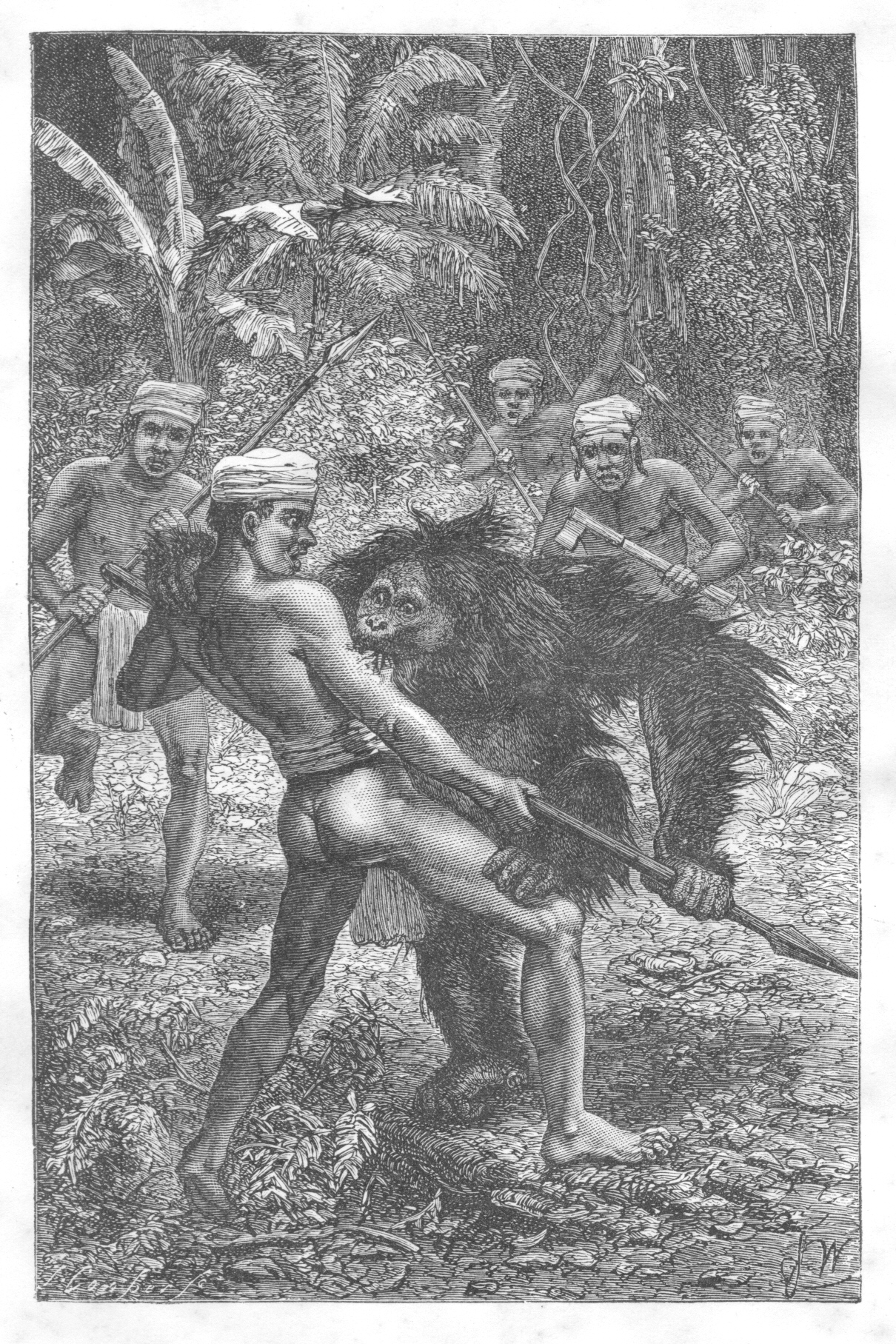
Útok orangutana na kresbě z roku 1869

Orangutani byli známí domorodcům Sumatry a Bornea po tisíciletí. Někteří je lovili pro obživu, pro jiné komunity však toto chování znamenalo tabu. Ve středu Bornea podle pověr přináší smůlu podívat se orangutanovi do obličeje tváří v tvář. Některé lidové příběhy pojednávají o orangutanech, kteří s lidmi kopulují a unáší je; známy jsou i příběhy, ve kterých jsou muži svedeni samicemi orangutanů.

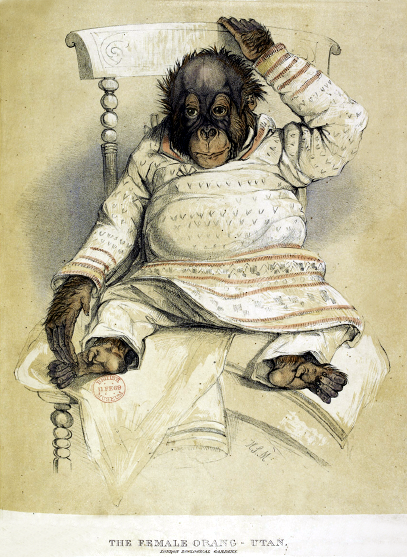
Orangutaní samička Jenny na dobové kresbě

Evropané zjistili existenci orangutanů možná již v 17. století, přičemž první přesný popis druhu poskytl nizozemský anatom Petrus Camper. Na počátku 19. století začal probíhat chov orangutanů v zajetí. V roce 1817 byl orangutan spolu s některými dalšími zvířaty chován v londýnském zvěřinci v budově Exeter Exchange ve Strandu. Podle dobových záznamů se opice vyhýbala společnosti jiných zvířat – kromě psa – a dávala přednost spíše lidským společníkům. Příležitostně byla brána na projížďky kočárem (oblečená do smokingu a klobouku), a dokonce byla pohoštěna i v hostinci, kde na svého hostitele zapůsobila svým zdvořilým chováním. V londýnské zoo byla zase umístěna samice orangutana jménem Jenny, kterou oblékali do lidského oděvu a jež se naučila pít čaj. Památným se stalo její setkání s Charlesem Darwinem, který její reakce přirovnal k reakcím lidského dítěte. Zoologické zahrady a cirkusy v západním světě dlouhodobě využívaly orangutany i jiné opice spíše k pobavení lidí, učily je napodobovat lidské chování, stejně jako různé zábavné kousky. Mezi slavné orangutaní „herce“ patřili Jacob a Rosa z německého Tierparku Hagenbeck z počátku 20. století a orangutan Jiggs ze zoo v San Diegu, který účinkoval ve 30. a 40. letech 20. století. S narůstající kritikou tohoto chování od 60. let 20. století zoologické zahrady přešly spíše k edukaci návštěvníků a expozice orangutanů začaly navrhovat tak, aby napodobovaly jejich přirozené prostředí a ukazovaly jejich přirozené chování.
O chování orangutanů však bylo dlouho známo pouze málo informací; biologii orangutanů začala podrobněji studovat teprve odbornice na primáty Birutė Galdikasová. Když v roce 1971 dorazila na ostrov Borneo, usadila se zde v primitivní chatrči, ale i přes potíže zde zůstala více než 30 let, začala orangutany obhajovat a podporovat ochranu ubývajících deštných lesů. Galdikas se rovněž starala o mnoho osiřelých orangutanů.
Ve folklorních příbězích obyvatel Sumatry a Bornea, ale i v populární kultuře, přetrvával názor, že samce orangutanů přitahují ženy a někdy je dokonce i znásilňují. Jediný neoficiální záznam o sexuálně motivovaném útoku pochází od primatoložky Birutė Galdikasové, kdy došlo k napadení její kuchařky samcem orangutana. Tento orangutan byl však chován v zajetí, proto možná špatně identifikoval druh; nucená kopulace je pářící strategií plně nevyvinutých orangutaních samců. Z roku 2003 naopak pochází zpráva, kdy byla jedna orangutaní samice, později pojmenovaná Pony, ve vesnici Kareng Pangi využívána ve zdejším nevěstinci.

#### Fiktivní orangutani

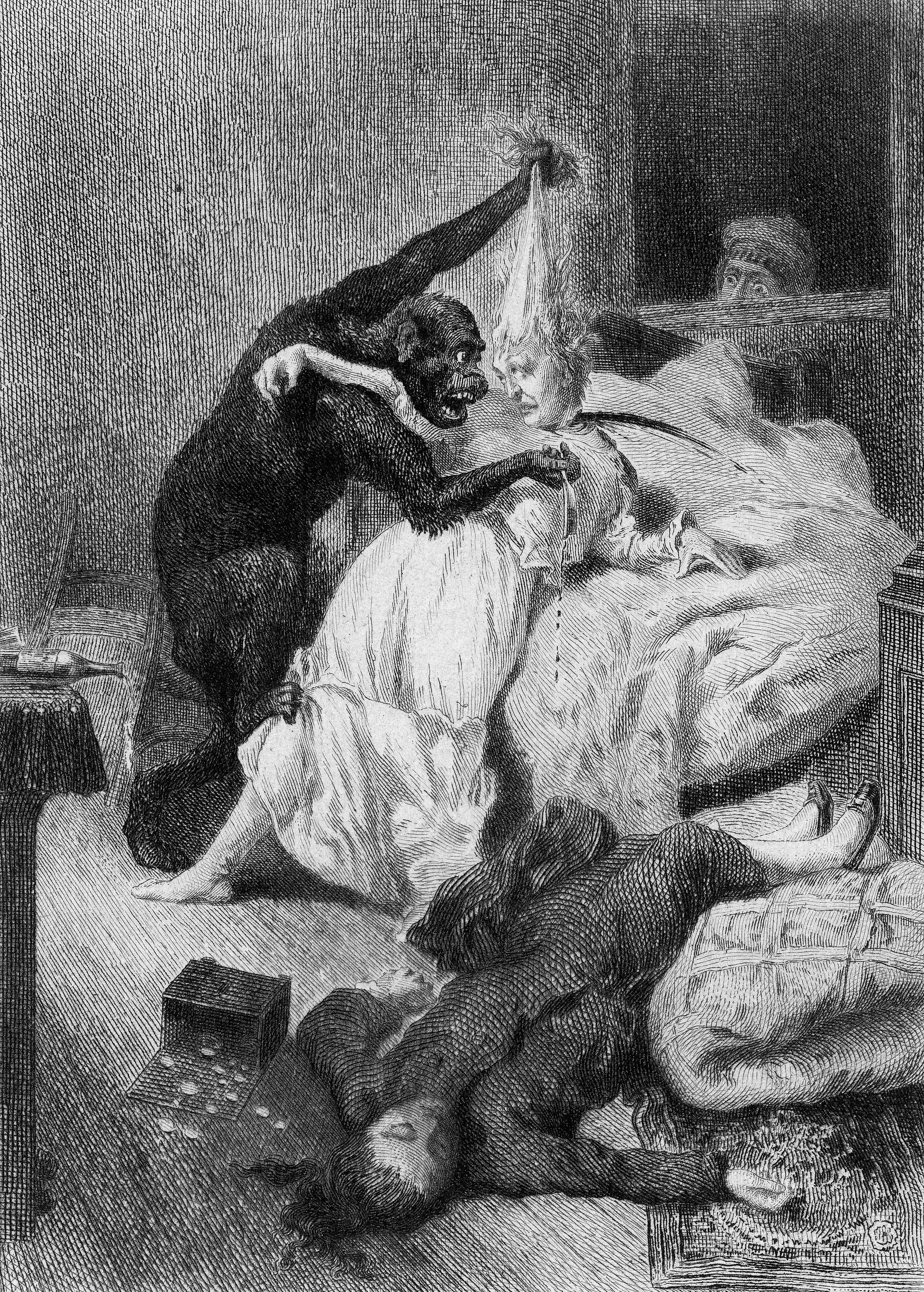
Ilustrace k povídce Vraždy v ulici Morgue (1870)

Orangutani se poprvé objevili v západní beletrii v 18. století, přičemž vesměs představovali komentátory lidské společnosti. V díle Tintinnabulum naturae (Zvon přírody) z roku 1772, jehož autorem je pseudonymizovaný autor A. Ardra, je vypravěčem kříženec orangutana a člověka, jenž sám sebe nazývá metafyzikem lesa. O více než půl století později vzniklo anonymní dílo Orang Outang, jehož vypravěčem je orangutan chovaný v americké zoologické zahradě, který píše svému příteli na Jávě a kritizuje bostonskou společnost. 
V novele Melincourt anglického spisovatele Thomase Love Peacocka z roku 1817 vystupuje orangutan Oran Haut Ton, jenž je právoplatným členem anglické společnosti a kandiduje do parlamentu. Román satirizuje třídní a politický systém Británie. Oranova spolehlivost a čestnost zde stojí v protiváze se zbabělostí, chamtivostí, hloupostí a nerovností civilizované lidské společnosti. Orangutani mají výrazné místo ve vědeckofantastickém díle francouzského spisovatele Pierra Boulleho Planeta opic z roku 1963 a v mediální franšíze, která z něj vychází. Ryšavé opice jsou zde vykresleny jako členové byrokratického aparátu. 
Orangutani jsou někdy zobrazováni jako záporné postavy, zejména v románu Waltera Scotta Hrabě pařížský z roku 1832 a také v průkopnické detektivní povídce Vraždy v ulici Morgue od amerického básníka a spisovatele Edgara Allana Poea, v níž vystupuje orangutan jako vrah. V některých příbězích jsou orangutani zobrazeni jako průvodci lidí, je jím například orangutan-knihovník ve fantasy románech Terryho Pratchetta Zeměplocha. Orangutani mají místo také ve filmu. V Disneyho animované hudební adaptaci Knihy džunglí z roku 1967 se objevil orangutan King Louie, který se snažil přimět Mauglího, aby se naučil rozdělávat oheň. V hororu Link z roku 1986 vystupuje inteligentní orangutan sloužící univerzitnímu profesorovi, zvíře má však ve skutečnosti zlověstné úmysly. Spíše komickou postavou je pak orangutan z americké rodinné komedie Dunston: Sám v hotelu z roku 1996.